# Craniometria
Craniometria (dal greco kranion = cranio e metron = misura) è una branca dell’antropometria che si occupa della misurazione sistematica delle dimensioni, delle forme e delle proporzioni del cranio umano. Storicamente utilizzata in ambiti antropologici, anatomici e forensi, la craniometria ha avuto un ruolo importante nello studio delle variazioni morfologiche tra popolazioni, nello sviluppo della medicina legale e nella ricostruzione dell’evoluzione umana.
Le misurazioni craniometriche possono essere effettuate su crani reali o mediante tecniche di imaging tridimensionale, e comprendono parametri come la lunghezza, la larghezza, l’altezza del cranio e le relazioni tra differenti punti di riferimento anatomici, noti come landmark craniometrici.
Nel corso del XIX e XX secolo, la craniometria fu talvolta impiegata impropriamente per sostenere teorie pseudoscientifiche legate al razzismo scientifico. Tuttavia, nelle scienze moderne, essa è utilizzata con criteri rigorosi per finalità bioantropologiche, mediche e archeologiche.
1. ↑   Matteo Filippi, Il processo di rilascio di copia della documentazione sanitaria: l’applicazione della metodologia Lean Six Sigma per massimizzare il valore per i clienti, Springer Nature Switzerland, 2025,  pp. 75–87, ISBN 978-3-031-94309-6. URL consultato il 20 agosto 2025.